# Patinoire de la Cartonnerie
Pour les articles homonymes, voir La Cartonnerie (homonymie).
La patinoire de la Cartonnerie est le nom de la patinoire de Dammarie-les-Lys près de Melun en Île-de-France. Elle a été inaugurée en 2009.

## Description
La patinoire doit son nom à l'ancienne cartonnerie Devoisselle en activité de 1960 à 2001 et qu'elle remplace au 824 Avenue du Lys,. Située dans zone d'activités de la Cartonnerie, à Dammarie-les-Lys, elle offre une piste de glace de 56 mètres de long sur 26 mètres de large, permettant d'accueillir des compétitions et des spectacles sur glace. Sa capacité d’accueil est de 450 places assises.
L'ancienne patinoire de Dammarie-les-Lys se trouvait dans le centre-ville, au carrefour entre la rue Lucien Boutet et l'avenue du Colonel Fabien.
La patinoire actuelle a été intégrée dans un complexe de loisirs datant de 2009 où l'on trouve également un multiplexe cinématographique Pathé, un bowling , un karting . La gestion du complexe a été confiée à une entreprise privée, le groupe Vert Marine. 
Il y a aussi une salle de spectacle l'espace Pierre Bachelet.
Un bar d’ambiance est installé dans la patinoire et des soirées spéciales sont organisées avec DJ, jeux de lumières. La patinoire possède actuellement une seconde piste réservée aux plus jeunes et aux débutants.

## Clubs résidents
La patinoire accueille :
- le Club des sports de glace de Dammarie-les-Lys (CSG Dammarie) permet de pratiquer le patinage artistique et le ballet sur glace.
- les Caribous de Seine et Marne est le club de hockey sur glace qui joue en Division 3.

## Compétitions
La patinoire a accueilli les championnats de France de patinage artistique 2012 en décembre 2011.
Un tournoi de hockey sur glace est également organisé chaque année pour les catégories U9,U11 et pour la première fois les U13.